# Василопита
Василопита (греч. Βασιλόπιτα — пирог Святого Василия) — пирог, который традиционно выпекается греками 1 января — День святого Василия по византийскому календарю и по совпадению в первый день нового года.
5 февраля 2010 года между 22 и 24 часами по греческому времени состоялась уже 7-я подряд виртуальная церемония разрезания василопиты на специальном сайте vasilopita.gr в знак единения греков Греции со всеми филэллинами мира. На участие в церемонии подписались более 4100 человек. Разрезали василопиту заместитель министра иностранных дел Греции Спирос Кувелис и президент Совета греков зарубежья Стефанос Тамвакис.

## Монетки для василопиты
Пирог обязательно запекается с монеткой. Эта традиция связана со Святым Василием. По преданию, однажды враги напали на Кесарию и забрали всё золото. Каким-то чудом драгоценности были возвращены, и епископ Василий приказал сделать огромный пирог, в который вложил драгоценности (по другой версии — много маленьких пирогов). Каждый, кто брал пирог, также получал украшение. Жители были счастливы получить обратно своё золото.
Согласно поверью, тот, кому достанется кусочек с монетой, будет счастлив весь год. Как только часы пробьют двенадцать часов, гасится свет и через минуту снова зажигается, все друг друга поздравляют, говоря Χρόνια πολλά!, Что означает Долгих лет!, а по современной традиции также Ευτυχισμένο το νέο έτος — соответственно Счастливого Нового года!.
Монетку обычно кладут в кошелек, чтобы деньги в нём никогда не заканчивались. Отсутствие кого-либо из членов семьи при разрезании василопиты не лишает его шанса на успех. Его кусок замораживают и хранят до встречи.